# Autoroute marocaine de l'eau
L'Autoroute marocaine de l'eau est un projet de transport d'eau du nord du Maroc riche en barrages vers le sud sujet à un stress hydrique grandissant. Le projet consiste en l'érection d'un réseau de 500 km de canalisations souterraines et en surface visant à transférer 850 millions m3 d'eau par an. Le coût du projet est estimé à 3,6 milliards de dollars, il vise dans un premier temps à assurer l’approvisionnement en eau de la ville de Marrakech en eau potable ainsi que pour l'agriculture.
Notons que le projet a été essentiellement réalisé par des entreprises marocaines, en l’occurrence la Société générale des travaux du Maroc (SGTM), la Société nouvelle des conduites d’eau (SNCE), la Société de travaux agricoles marocains (STAM) et la Société maghrébine de génie civil et du conseil en ingénierie et développement, un bureau d’études relevant du ministère de l’équipement.
Le 28 août 2023, des tests à bas régime ont été lancés au niveau d’El Arjate, où se situe l’interconnexion entre les bassins du Sebou et du Bouregreg, en présence d’ouvriers et d’ingénieurs ayant participé à ce chantier titanesque. Les deux bassins sont donc aujourd’hui effectivement reliés.
Actuellement, la première tranche de l’autoroute de l’eau, longue de 66 kilomètres, relie l’Oued Sebou au barrage Sidi Mohammed Ben Abdellah près de Rabat.